# Stanisław Lipkowski

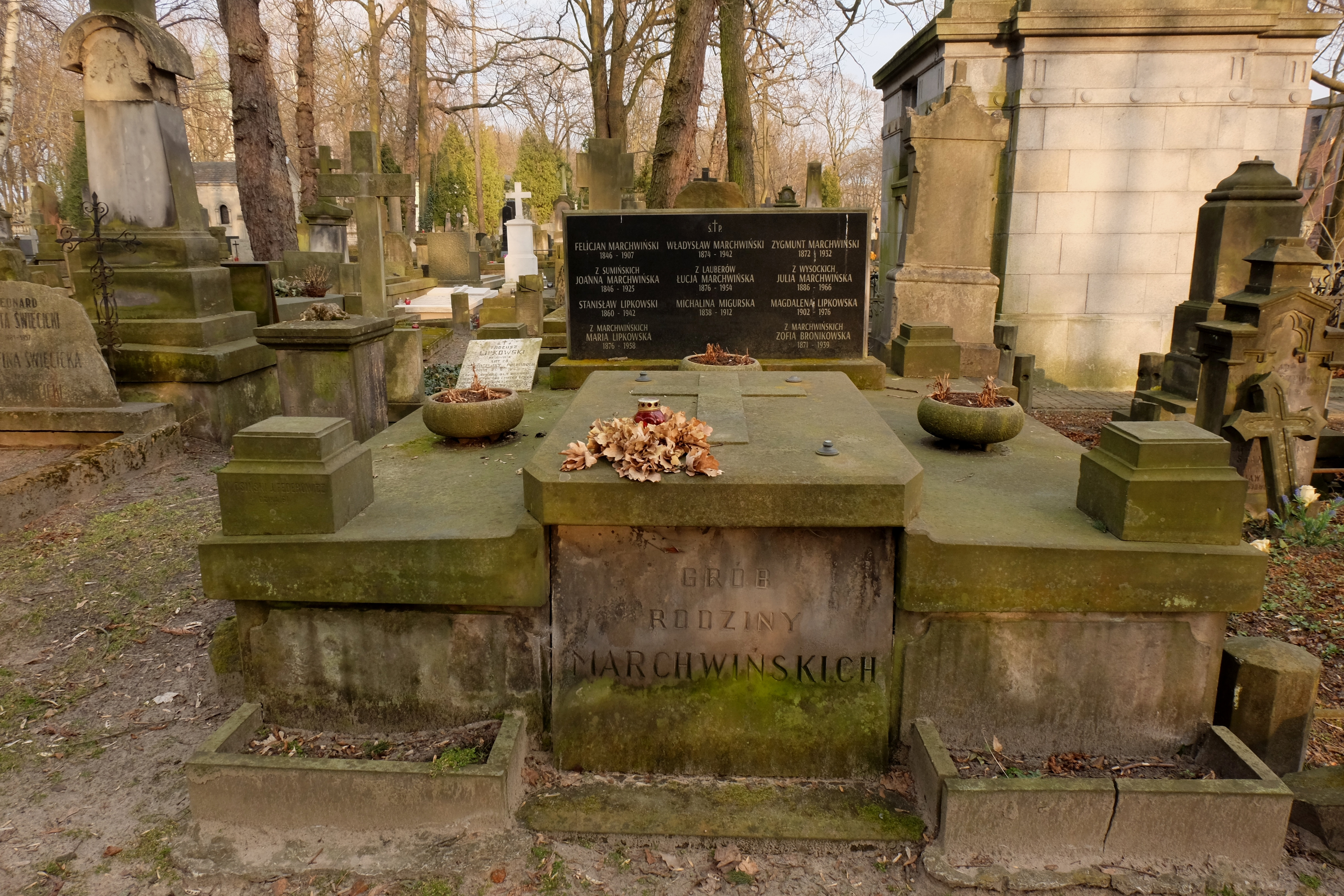
Grób senatora Stanisława Lipkowskiego oraz symboliczny grób jego syna, działacza narodowego Tadeusza Lipkowskiego na Cmentarzu Powązkowskim w Warszawie

Stanisław Lipkowski (ur. 8 maja 1860 w Bobrownikach, zm. 5 marca 1942 w Warszawie) – polski inżynier chemik, przemysłowiec, senator Związku Ludowo-Narodowego I kadencji RP.
Ukończył progimnazjum i szkołę realną w Łowiczu. W 1883 uzyskał dyplom inżyniera chemika w Wyższej Szkole Chemicznej w Miluzie. Pracował jako chemik-kolorysta w Zawierciu (do 1891), w Zakładach „S. Jenny” w austriackim Hard (1906-1909) oraz w zakładach „Woronin, Lufsch i Chesser” w Sankt Petersburgu (1906–1912). W latach 1891–1894 był dyrektorem fabryki w Niemczech, 1894–1895 – Zakładów Wyrobów Bawełnianych Ludwika Geyera w Łodzi. W latach 1895–1906, 1912–1915 i 1918–1931 pełnił funkcję dyrektora Zakładów Wyrobów Bawełnianych Karola Scheiblera w Łodzi. W okresie 1915–1918 pracował w zakładach włókienniczych w Moskwie i prowadził działalność społeczną wśród uchodźców z Polski, m.in. został wybrany do Komisji Rewizyjnej Stowarzyszenia Technik Polaków w Rosji. Po powrocie do Polski przejawiał aktywność w Centralnym Komitecie Obywatelskim i Lidze Polskiej Pogotowia Wojennego. Należał do współzałożycieli przedsiębiorstwa Przemysł Chemiczny w Polsce – „Boruta” SA w Zgierzu (w 1920) oraz Związku Zawodowego Pracowników Przemysłu Włókienniczego „Praca Polska” w Łodzi, (w 1926), którego był honorowym prezesem. Związek ten należał do centrali Zjednoczenia Zawodowego „Praca Polska”. Był także pierwszym prezesem w historii Oddziału Łódzkiego Polskiego Towarzystwa Chemicznego. Publikował artykuły o syntezie barwników we francuskiej prasie fachowej. Pełnił mandat senatora Chrześcijańskiego Związku Jedności Narodowej I kadencji z województwa łódzkiego. Należał do Klubu Parlamentarnego Związku Ludowo-Narodowego. Zasiadał w Komisji Skarbowo-Budżetowej.
Jest pochowany na cmentarzu Powązkowskim (kwatera 176-6-23/24).